# At the Cut
At the Cut è l'ultimo album in studio del cantautore statunitense Vic Chesnutt prima del suo suicido avvenuto il giorno di Natale del 2009 per overdose di farmaci.

## L'album
La canzone Flirted with You All My Life tratta del rapporto tra l'artista e la morte, in particolar modo del suicidio, tentato numerose volte nel corso della sua vita. I testi "I flirted with you all my life / Even kissed you once or twice" (Ho flirtato con te per tutta la mia vita / Ti ho perfino baciata una o due volte)  e "To this day I swear it was nice / But clearly, I was not ready" (Oggi, giuro che è stato bello / Ma certo, non ero ancora pronto) parlano chiaramente del rapporto tra Vic e la morte. il brano si conclude ripetendo: "Oh death, oh death, oh death / Really I'm not ready" (O morte, o morte, o morte / Davvero, non sono pronto).

## Produzione
Hanno partecipato alla realizzazione dell'album vari membri della band post-rock Thee Silver Mt. Zion Memorial Orchestra e Guy Picciotto cantante e chitarrista della band Fugazi.

## Tracce
1. Coward – 5:16
2. When the Bottom Fell Out – 3:11
3. Chinaberry Tree – 4:11
4. Chain – 3:00
5. We Hovered with Short Wings – 5:15
6. Philip Guston – 3:28
7. Concord Country Jubilee – 4:33
8. Flirted with You All My Life – 4:42
9. It Is What It Is – 6:59
10. Granny – 3:25